# Antanas Valionis

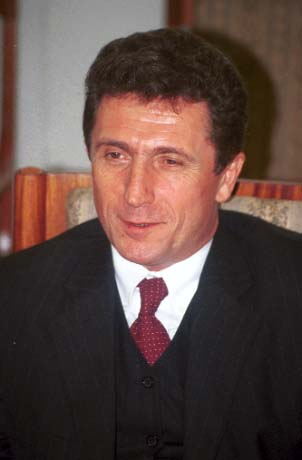
Antanas Valionis

Antanas Valionis (* 21. September 1950 in Zabieliškis, Rajongemeinde Kėdainiai, Litauische SSR) ist ein litauischer Diplomat, ehemaliger Politiker, Mitglied der Partei Naujoji sąjunga (socialliberalai) (Neue Union) im litauischen Parlament (Seimas).

## Leben
Antanas Valionis studierte Maschinenbau am Kauno politechnikos institutas in Kaunas. 1974 schloss er sein Studium mit dem Diplom als Ingenieur der Mechanik ab. Von 1976 bis 1980 arbeitete er in Tauragė. Valionis war seit 1981 KGB-Reservist und hatte den Rang eines Hauptmanns inne. Von 1990 bis 1994 studierte an der Universität Warschau und promovierte in der Politologie.
Von 1996 bis 2000 war er Botschafter in Rumänien und Bulgarien. Vom 30. Oktober 2000 bis zum 5. Juli 2006 war er Außenminister Litauens. Von 2004 bis 2008 war er Mitglied des Litauischen Seimas.